# میگل د لاس کوواس
میگل د لاس کوواس (انگلیسی: Miguel de las Cuevas؛ زادهٔ ۱۹ ژوئن ۱۹۸۶) بازیکن فوتبال اهل اسپانیا است.
از باشگاه‌هایی که در آن بازی کرده‌است می‌توان به باشگاه فوتبال هرکولس، باشگاه فوتبال اسپتزیا، باشگاه فوتبال اتلتیکو مادرید، باشگاه فوتبال اسپورتینگ خیخون، و باشگاه فوتبال اوساسونا اشاره کرد.
وی همچنین در تیم ملی فوتبال زیر ۱۹ سال اسپانیا بازی کرده‌است.